# Ramazan Şahin
Ramazan Şahin, nato Ramzan Ismailovič Irbajchanov (in russo Рамзан Исмаилович Ирбайханов?; Machačkala, 8 luglio 1983), lottatore e allenatore di lotta sovietico, dal 1991, russo, naturalizzato turco, specializzato nella lotta libera e nella lotta greco-romana.

## Biografia
Nacque con il nome di Ramzan Irbaikhanov a Machačkala nella repubblica nord caucasica del Daghestan, all'epoca parte dell'Unione Sovietica. Emigrò con la propria famiglia in Turchia nel 2005.
Nel 2006, venne naturalizzato per iniziativa di Mehmet Ali Şahin, l'allora ministro dello sport turco e, cambiò il cognome suo e della propria famiglia in Şahin, in onore del suo benefattore.
La sua squadre di club fu il İstanbul Büyükşehir Belediyesi Spor Kulübü.
Vinse il bronzo agli europei di Sofia 2007 nella lotta libera pesi leggeri. Si laureò campione iridato ai mondiali di Baku 2007 nella stessa categoria di peso, sconfiggendo il cubano Geandry Garzón in finale.
L'anno successivo vinse il titolo continentale agli europei di Tampere 2008 nel torneo di lotta libera -66 kg, in cui tionfò eliminando il georgiano Koba Kakaladze in finele, e quello mondiali universitario a Salonicco 2008 nel torneo di lotta greco-romana -74 kg.
Rappresentò la Turchia ai Giochi olimpici estivi di Pechino 2008, vincendo la medaglia d'oro nel torneo di lotta libera pesi leggeri, in cui al primo incontro batté ai punti per 8 a 4 il cubano Geandry Garzón, e in quelli successivi superò l'iraniano Mehdi Taghavi e il georgiano Otar Tushishvili rispettivamente 4-0 e 4-1. In finale affrontò l'ucraino Andrij Stadnik, recuperando lo svantaggio di un punto negli ultimi 40 secondi di tempo dell'incontro.
Ai mondiali di Mosca 2010 si classificò diciannovesimo, mentre a quelli di Istanbul 2011 ventesimo.
Grazie al secondo posto al torneo di qualificazione olimpica disputato a Helsinki, riuscì ad ottenere un posto ai Giochi per la seconda volta. Fece quindi parte della spedizione turca all'Olimpiade di Londra 2012, in cui fu estromesso agli ottavi dal tabellone principale del torneo di lotta libera pesi leggeri dall'indiano Sushil Kumar, poi vincitore dell'argento; ai ripescaggi superò l'uzbeko Ikhtiyor Navruzov al primo turno e perse contro il kazako Aķžürek Tañatarov nella finale per il gradino piò basso del podio.
Dopo il ritiro dall'attività agonistica divenne allenatore di lotta. Dal febbraio 2019 assunse il ruolo di commissario tecnico della nazionale del Turkmenistan.

## Palmarès
- Giochi olimpici

Pechino 2008: oro nella lotta libera -66 kg
- Mondiali

Baku 2007: oro nella lotta libera -66 kg;
- Europei

Sofia 2007: bronzo nella lotta libera -66 kg;
Tampere 2008: oro nella lotta libera -66 kg;
- Mondiali universitari

Salonicco 2008: oro nella lotta greco-romana -74 kg;